# Owens Corning
Owens Corning är en amerikansk tillverkare av byggnadsisoleringsmaterial, som grundades 1938 med huvudkontor i Toledo i Ohio som ett samriskföretag mellan Corning Glass Works och Owens-Illinois. 
Företaget börsnoterades första gången på New Yorkbörsen 1952. Det gick i konkurs (Chapter 11) 2000. Det noterades åter efter rekonstruktion på New Yorkbörsen 2006.
Owens Corning tillverkar glasull i 29 fabriker i USA, Kanada, Kina och Mexiko, takmaterial i 35 fabriker i USA samt kompositer i 29 fabriker i tio länder.
Owens Corning började 2017 tillverkning av, förutom glasull, också mineralull i Joplin i Missouri i USA.
Owens Corning köpte 2017 det finländska mineralullsföretaget Paroc, som har produktionsenheter i bland andra Pargas i Finland och Skövde, Hällekis och Hässleholm i Sverige.